# Palle Bolten Jagd
Palle Bolten Jagd (25. april 1918 i Viborg – 3. januar 1988) var en dansk officer, direktør for Forsvarets Bygningstjeneste og slotsforvalter. Han var far til fire børn, heriblandt Karin Jagd.

## Biografi
Jagd var søn af major Knud Bolten Jagd og hustru Ulla f. Andersen (død 1933), blev student fra Frederiksborg Statsskole 1936, tog filosofikum 1937, blev løjtnant af Ingeniørtropperne 1939 og premierløjtnant 1940. Han var ved Den Danske Brigade i Sverige 1943-45, var chef for dansk minekontrol november 1945-46, lærer ved Pioner- og Telegrafskolen 1946, blev kaptajnløjtnant 1946, var på ingeniørkursus 1946-48 og var ansat i Krigsministeriet 1948-50, i Forsvarsministeriet 1950-52, var lærer i krigsbygningskunst ved Hærens Officersskole, Hærens Fenrikskole og Forsvarsakademiet 1948-52 og blev kaptajn 1949.
Palle Bolten Jagd blev udnævnt til oberstløjtnant og direktør for Forsvarets Bygningstjeneste i 1952 og blev 1954 sat i reserven. Han var formand for Forsvarsministeriets kommandantskabsforvaltningsudvalg 1955-61 og repræsentant ved NATOs infrastrukturkomité 1951-52. I 1979 blev han udnævnt til slots- og ridderkapelforvalter på Frederiksborg Slot og forlod direktørposten i Forsvaret. Jagd var slotsforvalter til sin død 1988. Han var Kommandør af 1. grad af Dannebrogordenen.
Han var medlem af bestyrelsen for Ingeniørløjtnantselskabet 1942-49, formand 1947-49 og af bestyrelsen for Det Krigsvidenskabelige Selskab 1945-47, fagredaktør af Tidsskrift for Ingeniørofficerer 1949-52, medlem af Dansk Ingeniørforening 1948.
Jagd var også militærhistoriker. Han skrev artikler i Militært Tidsskrift, Tidsskrift for ingeniørofficerer, Trap Danmark, bygningsfaglige og militære bøger og tidsskrifter m.fl. I 1984-86 udkom hans Danske Forsvarsanlæg i 5000 år.
Jagd blev gift 7. november 1941 med Elin Tryde (12. november 1916 – 2003), datter af oberstløjtnant Axel Tryde (død 1939) og hustru Edith f. Lohse (død 1945).

## Forfatterskab
- (red.) Danske forsvarsanlæg i 5000 år, 3 bind, København: Martins Forlag 1984-86:

Bind 1: Indtil 1684: Om forsvarets anlæg i det gamle rige, fortifikationens udvikling og bygmestre indtil 1684. 1986. ISBN 87-566-0743-1
Bind 2: 1684-1932: Om Fortifikationsetaterne 1648-1763, Ingeniørkorpset 1763-1932, forsvarsanlæg i Rigets oversøiske dele og ingeniøroffecerernes virke i vej-, jernbane-, telegraf- og ballontjenesten samt i Hedeselskabet. 1986. ISBN 87-566-0741-5
Bind 3: Efter 1932: Om forsvarets byggevirksomhed og ingeniørofficerernes virke uden for troppetjenesten. 1984. ISBN 87-566-0723-7